# Segundo Bru Parra
Segundo Bru Parra (Aiora, 1949) és un economista, professor i polític valencià. Està casat amb la política i antiga alcaldessa de València Clementina Ródenas.

## Biografia
Va fer els estudis primaris al Col·legi del Sagrat Cor dels Germans Maristes i es va llicenciar en Ciències Econòmiques i Comercials a la Universitat de València, on fou deixeble d'Ernest Lluch. En aquells anys va militar al Partit Socialista del País Valencià. De 1970 a 1975 va treballar com a economista a la Caixa d'Estalvis de València.
És catedràtic d'Economia Aplicada en la Universitat de València, on ha estat professor des de 1972. Com a militant del PSPV-PSOE, ha estat membre del comitè federal del PSOE de 1978 a 1980, i ha estat elegit diputat a les eleccions a les Corts Valencianes de 1983, 1987, 1991 i 1995. Durant aquests anys ha estat Conseller d'Economia i Indústria de la Generalitat Valenciana (1981-1982), conseller d'Indústria i Comerç (1982-1983), conseller d'Indústria, Comerç i Turisme (1983-1987), president de l'Institut Valencià de la Petita i Mitjana Indústria (IMPIVA) (1984-1987) i president de l'Institut Turístic Valencià (ITVA) (1985-1987). Posteriorment ha estat senador per la província de València a les eleccions generals espanyoles de 2000 i 2004 i fou president de la Comissió d'Afers Exteriors del Senat d'Espanya de 2004 a 2008.